# Windberg (Bawaria)
Windberg – miejscowość i gmina w Niemczech, w kraju związkowym Bawaria, w rejencji Dolna Bawaria, w regionie Donau-Wald, w powiecie Straubing-Bogen, wchodzi w skład wspólnoty administracyjnej Hunderdorf. Leży w Lesie Bawarskim, około 15 km na północny wschód od Straubingu, przy autostradzie A3.
W Windbergu znajduje się klasztor norbertanów w randze opactwa.

## Demografia
| Rok  | Liczba mieszk. |
| ---- | -------------- |
| 1970 | 810            |
| 1987 | 884            |
| 2000 | 992            |

## Oświata
(na 1999)

W gminie znajduje się 25 miejsc przedszkolnych (24 dzieci).